# Сюе Сан
Сюе Сан (7 грудня 1984) — китайська стрибунка у воду.
Олімпійська чемпіонка 2000 року.
Чемпіонка світу з водних видів спорту 2001 року.